# Selenops buscki
Selenops buscki är en spindelart som beskrevs av Muma 1953. Selenops buscki ingår i släktet Selenops och familjen Selenopidae. Inga underarter finns listade i Catalogue of Life.